# A. J. Johnson
Akeem Jamaal "A. J." Johnson (Fresno, California, 1 de diciembre de 2004) es un baloncestista estadounidense que pertenece a la plantilla de los Washington Wizards de la NBA. Con 1,96 metros de estatura, juega en las posiciones de base o escolta.

## Trayectoria deportiva

### Primeros años
Johnson creció en Fresno, California, muy próximo al base de los Houston Rockets, Jalen Green, al que consideraba como un hermano mayor. Pasó dos años en el Taft High School de Woodland Hills (Los Ángeles), mientras que su última temporada de instituto la pasó en la Donda Academy, la escuela de Kanye West en Simi Valley, California.

### Profesional
A pesar de que tuvo contactos con varias universidades, llegando a comprometerse con Texas por delante de Louisville, USC o LSU, el 13 de abril de 2023, Johnson anunció su liberación de Texas y anunció su plan para firmar con los Illawarra Hawks de la NBL Australia, siguioendo los pasos que en su día dio LaMelo Ball. Jugó una temporada en la que promedió 2,8 puntos, 1,3 rebotes y 0,7 asistencias en 7,9 minutos en los 25 partidos que disputó durante su estancia con los Hawks.
El 26 de junio fue elegido en la vigesimotercera posición del Draft de la NBA de 2024 por los Milwaukee Bucks, franquicia con la que firmó contrato el 5 de julio. El 5 de febrero de 2025 es traspasado junto a Khris Middleton a los Washington Wizards a cambio de Kyle Kuzma y Patrick Baldwin Jr..

## Estadísticas de su carrera en la NBA

### Temporada regular
| Año     | Equipo     | PJ | PT | MPP  | %TC  | %3P  | %TL  | RPP | APP | ROB | TPP | PPP |
| ------- | ---------- | -- | -- | ---- | ---- | ---- | ---- | --- | --- | --- | --- | --- |
| 2024-25 | Milwaukee  | 7  | 0  | 6.3  | .421 | .600 | .500 | 1.0 | 1.0 | .1  | .0  | 2.9 |
| 2024-25 | Washington | 22 | 11 | 27.0 | .381 | .247 | .886 | 2.4 | 3.1 | .5  | .1  | 9.1 |
| Total   | Total      | 29 | 11 | 22.0 | .385 | .267 | .865 | 2.0 | 2.6 | .4  | .1  | 7.6 |